# Лукьяненко, Александр Алексеевич
Александр Алексеевич Лукьяненко (род. 13 сентября 1961, Будапешт, Венгрия) — государственный и военный деятель Приднестровской Молдавской Республики. Министр обороны Приднестровской Молдавской Республики с 24 января 2012 по 30 декабря 2015. Генерал-майор (2012).

## Биография
Родился 13 сентября 1961 в столице Венгрии — Будапеште, в семье военнослужащего.

### Образование
В 1978 окончил Уссурийское суворовское военное училище.
В 1982 окончил Ташкентское высшее общевойсковое командное училище имени В. И. Ленина.

### Прохождение военной службы
- командир мотострелкового взвода;
- командир мотострелковой роты;
- заместитель начальника штаба танкового полка;
- начальник 2 отделения Дубоссарского РВК;
- командир 4 отдельного мотострелкового батальона Республиканской гвардии;
- командир отдельной мотострелковой бригады;
- начальник отдела службы войск Министерства обороны;
- заместитель министра обороны по боевой подготовке.

Участник боевых действий по защите Приднестровской Молдавской Республики.
С 24 января 2012 по 30 декабря 2015 — министр обороны Приднестровской Молдавской Республики.
Указом Президента Приднестровской Молдавской Республики от 28 августа 2012 за высокие результаты работы, хорошие организаторские способности и в связи с 22-й годовщиной образования Приднестровской Молдавской Республики присвоено воинское звание «генерал-майор».
30 декабря 2015 был уволен с военной службы и зачислен в запас.

### Дальнейшая деятельность
С ? по 16 декабря 2016 — секретарь Государственного совета Приднестровской Молдавской Республики в ранге советника Президента Приднестровской Молдавской Республики.
С 7 февраля 2017 по ? — заместитель секретаря Совета безопасности Приднестровской Молдавской Республики.

## Семья
Женат, воспитывает сына и дочь.

## Награды
- Благодарственное письмо Президента Приднестровской Молдавской Республики
- Медаль «Защитнику Приднестровья»
- Орден «За службу Родине в Вооружённых Силах Приднестровской Молдавской Республики» I, II и III степеней[8][9]
- Орден «За личное мужество»[10]
- Юбилейные медали